# Reading FC
A Reading FC az angliai Reading város labdarúgóklubja. A klubot 1871-ben alapították, az egyik legrégebbi csapatnak számít Angliában. A csapat nem csatlakozott a Football League-hez 1920-ig, és egészen a 2006/07-es szezonig nem játszott az angol labdarúgó bajnokság élvonalában, jelenleg a Championship-ben szerepelnek. A Reading 102 évig az Elm Parkban játszott, 1998-ban költöztek az új Madejski Stadionba, amelynek névadója a klub elnöke, Sir John Madejski.

## Történet
A Reading futballklub 1871. december 25-én alakult meg, első titkára Joseph Edward Sydenham lett. Első mérkőzéseiket a Reading Recreation Groundon játszották, majd a Reading Cricket Groundon és a Caversham Cricket Groundon léptek pályára. A csapat hosszú évekre végleges stadionját, az Elm Parkot 1896. szeptember 5-én adták át rendeltetésének, és ettől kezdve 102 évig, 1998-ig ez a stadion volt az otthonuk.
A klub 1920-ban csatlakozott a Football League-hez, az akkor létrehozott harmadosztály déli csoportjához. A klub viszonylag hamar, 1925-ben csoportja bajnoka lett, és feljutott a másodosztályba. Az 1926–27-es FA-kupa mérkőzésein komoly sikert értek el, csak az elődöntőben kaptak ki a későbbi győztes Wolwerhamptontól. 1931-ben kiestek a másodosztályból, és a második világháborúig a harmadosztályban játszottak. 1938-ban megnyerték a Southern Section kupát, a Bristol City ellen vívott oda-visszavágós mérkőzésen. A háború alatt a bajnokság fel volt függesztve, de egyéb mérkőzéseket rendeztek. A Reading 1941-ben a London War Cup döntőjében 3–2-re legyőzte a Brentfordot a Stamford Bridge-en.
A háború után újjászervezett bajnokságban a Reading gyorsan felvette a ritmust, és 1946 szeptemberében klubrekordnak számító 10–2-es győzelmet aratott a Crystal Palace ellen. Csoportjukban kétszer (1948–49, 1951–52)végeztek a harmadik helyen, de a másodosztályba sokáig nem tudtak feljutni. Ez 1986-ban, Ian Branfoot irányításával mégis sikerült nekik, de 1988-ban kiestek. Ebben az évben megnyerték a Simod-kupát: több élvonalbeli csapaton túljutva a Wembley Stadionban győzték le a Luton Townt.
Nem sokkal azután, hogy John Madejski átvette a klubot, a csapat Mark McGhee játékos-edző vezetésével fokozatosan fejlődött és előrelépett. A Reading 1998-ban költözött új otthonába, a 24 200 ülőhelyes Madejski stadionba. A 2001–2002-es szezonban a másodosztály harmadik helyén végzett, így jogosulttá vált a feljutást eldöntő osztályozó mérkőzésre, de az utolsó Walsalltől kikaptak 3–2-re. A Reading 2002–2003-ban, a másodosztály megnyerése után jutott fel az első osztályba (ebből lett a Championship, a labdarúgó-bajnokság másodosztálya). A következő idényben negyedikek lettek, és ismét rájátszásos mérkőzés következett, amit azonban elvesztettek a Wolverhampton Wanderers ellenében. 2004–2005-ben hetedik helyen végeztek a Championshipben. A 2005–2006-os idényben a Steve Coppell menedzser irányította Reading 106 pontot és 99 gólt szerezve, mindössze két mérkőzést vesztve nyerte a bajnokságot, és felkerültek a Premier League-be.
A 2006–2007-es szezonban az élvonalban remekül teljesítettek, 55 pontot gyűjtve a bajnokság nyolcadik helyén végeztek, és elindulhattak az Intertotó-kupán, majd a 2007-es Béke-kupán, Dél-Koreában. A bajnokság következő szezonja már nem sikerült ilyen jól, és 36 pontot gyűjtve kiestek. Négy évig játszottak a Championshipben (4., 9., 5., végül 1. hely), és a 2012–2013-as szezonban már ismét a Premier League-ben játszottak. Az idény végén azonban 28 szerzett ponttal kiestek a másodosztályba.

## A csapat játékoskerete
Legutóbb frissítve: 2021. november 15-én lett.
| #  |     | Poszt | Név                                        |
| -- | --- | ----- | ------------------------------------------ |
| 3  | ENG | V     | Tom Holmes                                 |
| 4  | ENG | V     | Michael Morrison                           |
| 5  | SCO | V     | Tom McIntyre                               |
| 6  | JAM | V     | Liam Moore (csapatkapitány)                |
| 7  | CRO | KP    | Alen Halilović                             |
| 8  | ENG | KP    | Andy Rinomhota                             |
| 9  | ENG | CS    | Andy Carroll                               |
| 10 | ENG | KP    | John Swift                                 |
| 11 | CIV | CS    | Yakou Méïté                                |
| 14 | ENG | KP    | Ovie Ejaria                                |
| 15 | ENG | KP    | Danny Drinkwater (kölcsönben a Chelseatől) |
| 16 | SRB | KP    | Dejan Tetek                                |
| 17 | GHA | V     | Andy Yiadom                                |
| 18 | POR | CS    | Lucas João                                 |
| 19 | NGA | KP    | Tom Dele-Bashiru (kölcsönben a Watfordtól) |

| #  |     | Poszt | Név                                   |
| -- | --- | ----- | ------------------------------------- |
| 20 | BRA | KP    | Felipe Araruna                        |
| 21 | GHA | V     | Baba Rahman (kölcsönben a Chelseatől) |
| 22 | NIR | K     | Luke Southwood                        |
| 23 | CAN | KP    | Junior Hoilett                        |
| 24 | ENG | V     | Scott Dann                            |
| 28 | ENG | KP    | Josh Laurent                          |
| 30 | ENG | CS    | Femi Azeez                            |
| 32 | GNB | CS    | Mamadi Camará                         |
| 33 | BRA | K     | Rafael                                |
| 39 | ENG | CS    | Jahmari Clarke                        |
| 41 | ENG | V     | Ethan Bristow                         |
| 47 | ROU | CS    | George Pușcaș                         |

## Vezetőedzők
| Név                                                      | Az edzőség           | Az edzőség           |
| Név                                                      | kezdete              | vége                 |
| -------------------------------------------------------- | -------------------- | -------------------- |
| Eamonn Dolan                                             | 2013. március        |                      |
| Brian McDermott                                          | 2009. december 16.   | 2013. március 11.    |
| Brendan Rodgers                                          | 2009. június 4.      | 2009. december 16.   |
| Steve Coppell                                            | 2003. október 9.     | 2009. május 12.      |
| Kevin Dillon                                             | 2003. szeptember 10. | 2003. október 9.     |
| Alan Pardew                                              | 1999. szeptember 16. | 2003. szeptember 9.  |
| Tommy Burns                                              | 1998. március 25.    | 1999. szeptember 16. |
| Alan Pardew                                              | 1998. március 18.    | 1998. március 25.    |
| Terry Bullivant                                          | 1997. június 30.     | 1998. március 18.    |
| Jimmy Quinn, Mick Gooding                                | 1995. január 5.      | 1997. május 9.       |
| Jimmy Quinn, Mick Gooding, Adrian Williams, Jeff Hopkins | 1994. december 15.   | 1995. január 4.      |
| Mark McGhee                                              | 1991. május 10.      | 1994. december 14.   |
| John Haselden                                            | 1991. április 30.    | 1991. május 10.      |
| Eddie Niedzwicki                                         | 1991. április 1.     | 1991. április 30.    |
| Ian Porterfield                                          | 1989. november 14.   | 1991. április 1.     |
| Lew Chatterley                                           | 1989. október 23.    | 1989. november 14.   |
| Ian Branfoot                                             | 1984. január 31.     | 1989. október 23.    |
| Maurice Evans                                            | 1977. február 26.    | 1984. január 31.     |
| Charlie Hurley                                           | 1972. január 13.     | 1977. február 26.    |
| Jimmy Wallbanks                                          | 1971. október 1.     | 1972. január 13.     |
| Jack Mansell                                             | 1969. április 1.     | 1971. október 1.     |
| Ray Henderson                                            | 1969. február 1.     | 1969. április 1.     |
| Roy Bentley                                              | 1963. január 1.      | 1969. február 1.     |
| Harry Johnston                                           | 1955. november 1.    | 1963. január 1.      |
| Fred May, James Carter                                   | 1955. október 1.     | 1955. november 1.    |
| Arthur Smith                                             | 1952. június 1.      | 1955. október 1.     |
| Ted Drake                                                | 1947. június 1.      | 1952. június 1.      |
| Joe Edelston                                             | 1939 április 13.     | 1947. június 1.      |
| Johnny Cochrane                                          | 1939. március 1.     | 1939. április 13.    |
| Billy Butler                                             | 1935. augusztus 1.   | 1939. március 1.     |
| Joe Smith                                                | 1931. június 1.      | 1935. augusztus 1.   |
| Angus Wylie                                              | 1926. július 1.      | 1931. június 1.      |
| Harold Bray                                              | 1925. október 1.     | 1926. június 1.      |
| Arthur Chadwick                                          | 1923. január 1.      | 1925. október 1.     |
| Elnökség                                                 | 1922. május 11.      | 1923. január 1.      |
| Jack Smith                                               | 1920. december 23.   | 1922. május 11.      |
| Harry Marshall                                           | 1920. február 23.    | 1920. december 23.   |

## Fordítás
- Ez a szócikk részben vagy egészben  a   Reading FC című angol Wikipédia-szócikk ezen változatának fordításán alapul.  Az eredeti cikk szerkesztőit annak laptörténete sorolja fel. Ez a jelzés csupán a megfogalmazás eredetét és a szerzői jogokat jelzi, nem szolgál a cikkben szereplő információk forrásmegjelöléseként.